# Liste der Naturdenkmale in Lahr (Eifel)
Die Liste der Naturdenkmale in Lahr nennt die im Gemeindegebiet von Lahr ausgewiesenen Naturdenkmale (Stand 4. April 2024).

## Naturdenkmale
| Nr.         | Bezeichnung                  | Lage                                | Beschreibung            | Bild                                    |
| ----------- | ---------------------------- | ----------------------------------- | ----------------------- | --------------------------------------- |
| ND-7232-493 | Zwei Eichen beim Haus Koster | Bierendorfer Straße, bei Nr. 2 Lage | Quercus sp., zwei Bäume | Direkt Bild zu diesem Denkmal hochladen |